# Zbigniew Biały
Zbigniew Biały (ur. 29 października 1932 we Lwowie, zm. 28 lutego 1986 w Krakowie) – polski etnograf, adiunkt i wykładowca w Katedrze Etnografii Słowian Uniwersytetu Jagiellońskiego.

## Życiorys
Urodził się 29 października 1932 we Lwowie, w rodzinie robotniczej, jako najmłodsze z trojga dzieci Stanisława i Marii z d. Gontek. W 1945 w związku z repatriacją rodzina przeprowadziła się do Bytomia, gdzie Stanisław Biały podjął się pracy w górnictwie. Tam Zbigniew Biały ukończył szkołę podstawową i średnią ogólnokształcącą, w 1951 zdając egzamin dojrzałości. W tym samym roku rozpoczął studia z zakresu historii kultury materialnej na Uniwersytecie Jagiellońskim w Krakowie. Udzielał się w kole naukowym, interesowała go etnografia. W 1955 roku pod kierunkiem Kazimierza Moszyńskiego napisał pracę magisterską na temat rolnictwa w Polsce południowej pod tytułem Przejście od orki zagonowej do szerokiej jako element procesu intensyfikacji rolnictwa.
W 1956 roku otrzymał posadę w Katedrze Etnografii Słowian UJ, gdzie pracował do końca życia, osiągając stopień starszego wykładowcy. W 1966 uzyskał stopień doktora nauk humanistycznych po obronie pracy Ze studiów nad gospodarką chłopską w Małopolsce południowej w XIX i XX wieku.
Uczestniczył w badaniach terenowych do Polskiego Atlasu Etnograficznego. Opracował (wspólnie z J. Klimaszewską) cztery kartogramy PAE, dotyczące zanikania orki w zagony (Zeszyt próbny PAE, Wrocław 1958).
Był żonaty z Ewą Żarnecką, filozofem, profesorem UJ; małżeństwo pozostało bezdzietne. Zmarł 28 lutego 1986 w Krakowie; został pochowany na cmentarzu Batowickim (kwatera E-XXXVI-2-12).

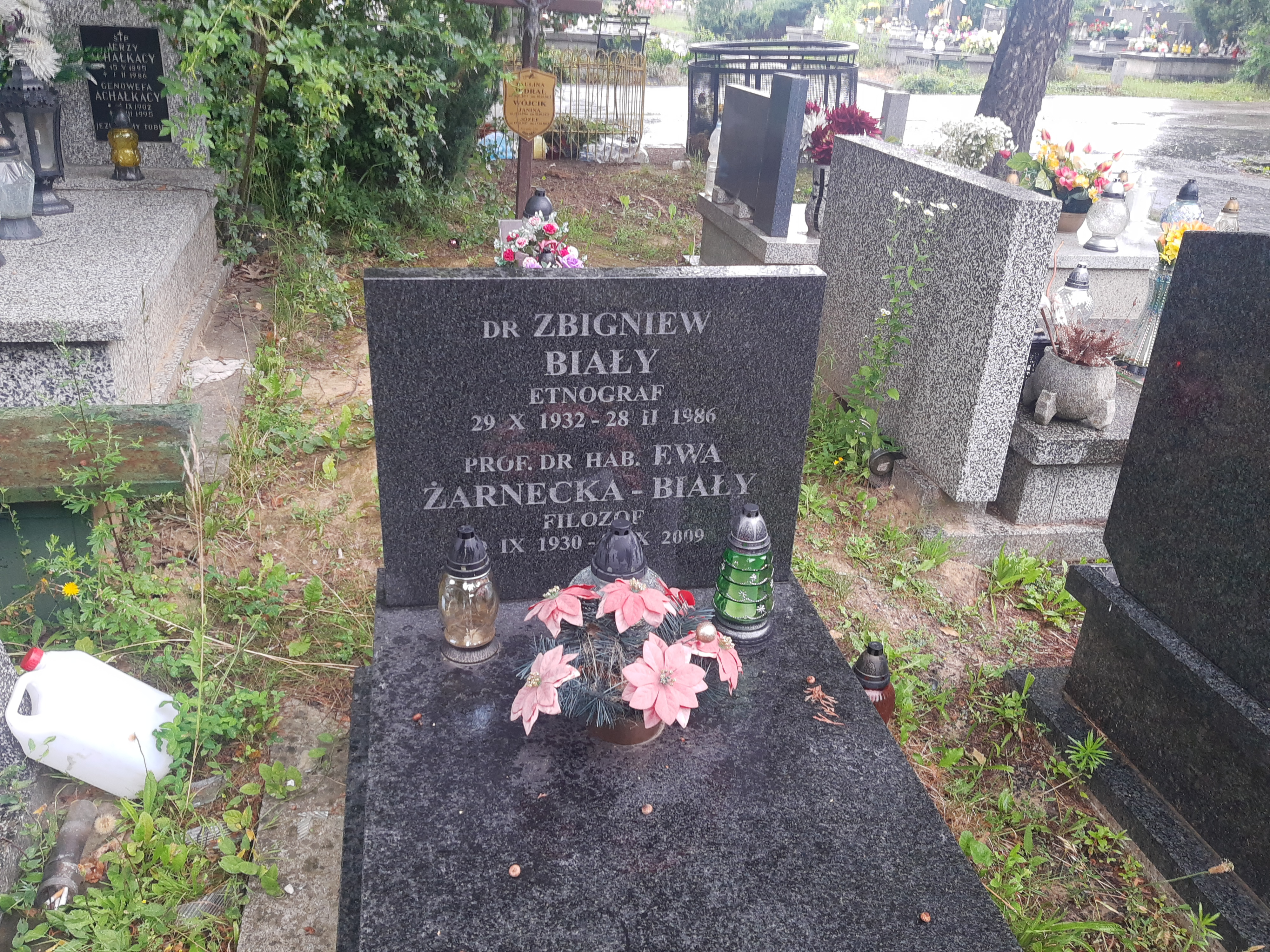
Grób prof. Ewy Żarneckiej-Biały i dra Zbigniewa Białego na Cmentarzu Prądnik Czerwony

## Działalność dydaktyczna i badawcza
Pod koniec lat 60. podjął studia nad kulturą polskiego Spisza, podczas których wdrażał studentów Katedry Etnologii Słowian UJ w badania terenowe, a także współpracował z naukowcami innych dziedzin z siedmiu różnych krakowskich uczelni – z antropologami, językoznawcami, historykami. Rezultaty badań omawiano w dwóch sesjach: w Nowym Targu (1970) i w Krakowie (1971).
Zainteresowania badawcze Zbigniewa Białego obejmowały również historię etnografii oraz szeroką problematykę historii i teorii kultury. Zajmowała go XVIII-wieczna teoria postępu, ewolucjonizm i neoewolucjonizm, amerykańska szkoła kultury i osobowości, związki między etnologią a filozofią i językoznawstwem. Uprawiał refleksję metodologiczną i tworzył oryginalne konstrukcje teoretyczne, związane w szczególności z koncepcją modelu świata widzianego jako zbiór programów zachowań kolektywów i jednostek. Pozostawił sporo prac w zarysie lub niedokończonych, które są przechowywane w archiwum Instytutu Etnologii UJ lub są w posiadaniu żony.
Zbigniew Biały sporo czasu poświęcał pracom redakcyjnym (był sekretarzem pierwszych trzech tomów serii Zeszyty naukowe Uniwersytetu Jagiellońskiego. Prace Etnograficzne, przede wszystkim zajmował się jednak pracą dydaktyczną, konsultacjom, opieką nad studenckim kołem naukowym, zwłaszcza jego sekcją karpacką. Za pracę nauczyciela akademickiego otrzymał w 1983 roku Złoty Krzyż Zasługi. Popularyzował i animował rozwój współczesnej kultury wsi, współpracował z Uniwersytetami Ludowymi (Szyce, Rożnica), ze Sceną Ludową, instytucjami lokalnymi (np. Dom Kultury w Wadowicach). Należał do Komisji Etnograficznej przy oddziale Polskiej Akademii Nauk w Krakowie. Od 1974 roku był członkiem Polskiego Towarzystwa Ludoznawczego.

## Wybrane publikacje
1. Niektóre etnograficzne i kulturowe mechanizmy w chłopskiej gospodarce drobnotowarowej u schyłku feudalizmu i w okresie kapitalizmu, ZNUJ. Prace Etnograficzne 3, 1967
2. Ekonomiczna i kulturowa rola targów i jarmarków w Małopolsce południowej w XIX i XX wieku, Etnografia Polska 12, 1968
3. Instytucja skupywacza na wsi południowomałopolskiej w XIX i na początku XX wieku, Rocznik MEK 3, 1968
4. Neoewolucjonizm w polskiej etnologii. Kazimierz Moszyński, "Lud" 64, 1980
5. Studia spiskie nr 1, ZNUJ. Prace Etnograficzne 22, 1986
6. Polski Spisz. Historyczne uwarunkowania kultury ludowej tego regionu i sposoby jej badania po II wojnie światowej, ZNUJ. Prace Etnograficzne 22, 1986